# Thomas Carothers
Pour les articles homonymes, voir Carothers.
Thomas Carothers, né le 28 juin 1956, est un avocat américain, spécialisé dans les questions de démocratie internationale, de démocratisation et de politique étrangère américaine,. Il est chercheur à la Fondation Carnegie pour la paix internationale, où il a fondé et codirige actuellement le programme Democracy, Conflict, and Governance. Il a également enseigné dans plusieurs universités aux États-Unis et en Europe, notamment à l'université d'Europe centrale, à la Johns Hopkins School of Advanced International Studies et au Nuffield College d'Oxford.
Carothers a occupé divers postes de direction au sein de la Fondation Carnegie, notamment en tant que président par intérim en 2021 et que vice-président des études pendant de nombreuses années.

## Jeunesse et éducation
Carothers a obtenu un Juris Doctor auprès de la faculté de droit de Harvard, un Master of Science auprès de la London School of Economics où il est Marshall Scholar et Bachelor of Arts summa cum laude à Harvard. Il parle anglais, français et espagnol.

## Carrière
Thomas Carothers a été conseiller juridique auprès du département d'État américain de 1985 à 1988. C'est à cette occasion qu'il travaille avec l'Agence des États-Unis pour le développement international (USAID) sur l'aide à la démocratie en Amérique latine. Cette expérience sert de base à son premier livre, In the Name of Democracy: US Policy Toward Latin America in the Reagan Years. Avant de rejoindre la Fondation Carnegie en 1993, Carothers a travaillé au sein du cabinet d'avocats Arnold & Porter à Washington.
Carothers concentre son travail sur le soutien au développement des démocraties dans le monde, mais aussi de la société civile, des partis politiques, de l'état de droit et les transitions démocratiques. En plus de ses recherches et de ses écrits, Carothers a travaillé directement sur des programmes d'aide à la démocratie pour des organisations privées et publiques.
Carothers est l'auteur de cinq livres sur la démocratie internationale et l'aide au développement, qui ont été réédités à trois reprises et d'un recueil de ses essais les plus influents. Il a également écrit de nombreux articles pour le Journal of Democracy (en), Foreign Affairs, Foreign Policy et d'autres magazines. Ses écrits ont été traduits dans de nombreuses langues,.

### Livres
- Democracies Divided: The Global Challenge of Political Polarization (co-édité avec Andrew O'Donohue), Brookings Press, 2019.
- Development Aid Confronts Politics: The Almost Revolution (avec Diane de Gramont), Fondation Carnegie pour la paix internationale, 2013.
- Confronting the Weakest Link: Aiding Political Parties in New Democracies, Fondation Carnegie pour la paix internationale, 2006.
- Promoting the Rule of Law Abroad: In Search of Knowledge (éditeur), Fondation Carnegie pour la paix internationale, 2006.
- Uncharted Journey : Promoting Democracy in the Middle East (co-édité avec Marina Ottaway (en)), Fondation Carnegie pour la paix internationale, 2005.
- Critical Mission: Essays on Democracy Promotion, Fondation Carnegie pour la paix internationale, 2004.
- Funding Virtue: Civil Society Aid and Democracy Promotion (co-édité avec Marina Ottaway), Fondation Carnegie pour la paix internationale, 2000.
- Aiding Democracy Abroad: The Learning Curve, Fondation Carnegie pour la paix internationale, 1999.
- Assessing Democracy Assistance: The Case of Romania, Fondation Carnegie pour la paix internationale, 1996.
- In the Name of Democracy: U.S. Policy Toward Latin America in the Reagan Years, University of California Press, 1993.

### Essais
- "The Democratic Price of Countering Authoritarianism", Just Security, 22 janvier 2024[8]

- Democracy Aid at 25: Time to Choose, Journal of Democracy (en), vol. 26, n°1, janvier 2015.
- Accountability, Transparency, Participation, and Inclusion: A New Development Consensus? (avec Saskia Brechenmacher), rapport de la Fondation Carnegie, octobre 2014.
- Closing Space: Democracy and Human Rights Support Under Fire (avec Saskia Brechenmacher), rapport de la Fondation Carnegie, février 2014.
- Democracy Policy Under Obama: Revitalization or Retreat?, rapport de la Fondation Carnegie, janvier 2012.
- Aiding Governance in Developing Countries: Progress Amid Uncertainties (avec Diane de Gramont), rapport de la Fondation Carnegie, novembre 2011.
- Looking for Help: Will Rising Democracies Become International Democracy Supporters? (avec Richard Youngs (en)), rapport de la Fondation Carnegie, juillet 2011.
- Think Again: Arab Democracy, Foreign Policy, 10 mars 2011.
- The Elusive Synthesis, Journal of Democracy, vol. 21, n° 4, octobre 2010.
- Revitalizing Democracy Assistance: The Challenge of USAID, rapport de la Fondation Carnegie, octobre 2009.
- Stepping Back From Democratic Pessimism, rapport de la Fondation Carnegie n°99, février 2009.
- Democracy Assistance: Political vs. Developmental, Journal of Democracy, vol. 20, n°1, janvier 2009.
- The Sequencing Fallacy, Journal of Democracy, vol. 18, n°1, janvier 2007.
- The Backlash Against Democracy Promotion, Foreign Affairs, mars/avril 2006.
- The End of the Transition Paradigm, Journal of Democracy, vol. 13, n°1, janvier 2002.